# 松本和男
松本 和男（まつもと かずお、1930年11月20日 - 2012年10月9日）は、日本の経済学者、日本文学研究者。

## 経歴
茨城県土浦市生まれ。筆名・謙治。1953年一橋大学経済学部卒業。日本経済新聞記者、1960年大井証券に入社、68年和光証券と改称、72年取締役、76年常務、79年和光経済研究所専務取締役、副社長。一橋大学講師、愛知学院大学教授。景気循環学会監事、資本市場フォーラム代表幹事、日本経済新聞社社友。
経済アナリストとして、景気循環にもとづく株価予測を行い、2003年及び2012年の日経平均株価の底を的中させた。ヘゲモニーサイクルを含む景気循環理論を用いて予測を行っている経済アナリストは、本邦でも彼のみである。
本業のかたわら、古書収集、近代日本文学研究にとりくみ、石上露子を研究した。

## 著書
- 『景気と株価 景気循環をどう読むか』日本経済新聞社 1970
- 『堀口大學の短歌』木犀書房 1977
- 『株価変動と景気循環』日本経済新聞社 1985
- 『企業収益と企業金融』日本経済新聞社 1986
- 『現代の株名人 人生と相場哲学を語る』日本経済新聞社 1989
- 『高株価時代と日本経済の実力 景気変動から株式市場を読む』PHP研究所 1989
- 『景気と株価の読み方 ポスト・バブル』中央経済社 1991
- 『日本経済に何が起こっているか とるべき対策と回復へのシナリオ』東洋経済新報社 1993
- 『中国は21世紀を制する ヘゲモニー・サイクルでみた中国・アメリカ・日本』東洋経済新報社 1994
- 『詩人堀口大學』白凰社 1996
- 『評伝石上露子』中央公論新社 2000
- 『2003年日米恐慌』中公新書ラクレ 2001

### 編著
- 『経済の動きを見極める企業経営分析入門』編 実業之日本社 実務入門シリーズ 1966
- 『飛花落葉抄 堀口大學詩集』編 白凰社 1969
- 『朱唇紅臉抄 堀口大學詩集』編 茗渓堂 1973
- 『古書の見方・買い方 収集のポイントと利殖の秘訣』松本謙治 東洋経済新報社 1974
- 『トップ・チャーチストによる株価予測 1989』編 日本経済新聞社 1988
- 『景気と株価はどう動く 日本経済と資本市場の中長期分析』編著 中央経済社 1993
- 『1995年株価はこうなる トップ・チャーチストの予測』編 日本経済新聞社 1994
- 『石上露子研究 第1輯』松村緑編 松本和男補 私家版 1996
- 『石上露子研究』第2-9輯 編修 私家版 1997-99
- 『歌人中原綾子』編著 中央公論事業出版 2002
- 『論集石上露子』編著 中央公論事業出版 2002
- 『石上露子をめぐる青春群像』編輯 私家版 2003
- 『堀口大學研究資料集成』第1-5輯 編輯 私家版 2006-07
- 『伊良子清白文学アルバム 詩集『孔雀船』とその後』編著 私家版 2007
- 『石上露子文学アルバム』編著 私家版 2009